# Puma (calciatore)
Manuel Estêvão Anjos Sanches, meglio noto come Puma (Lisbona, 21 aprile 1979), è un ex calciatore portoghese naturalizzato capoverdiano, di ruolo centrocampista.

## Carriera

### Club
Ha giocato nella massima serie portoghese e in quella cipriota.

### Nazionale
Tra il 2004 e il 2007 ha giocato tre partite con la nazionale capoverdiana.

## Statistiche

### Cronologia presenze e reti in nazionale
| Cronologia completa delle presenze e delle reti in nazionale ― Capo Verde | Cronologia completa delle presenze e delle reti in nazionale ― Capo Verde | Cronologia completa delle presenze e delle reti in nazionale ― Capo Verde | Cronologia completa delle presenze e delle reti in nazionale ― Capo Verde | Cronologia completa delle presenze e delle reti in nazionale ― Capo Verde | Cronologia completa delle presenze e delle reti in nazionale ― Capo Verde | Cronologia completa delle presenze e delle reti in nazionale ― Capo Verde | Cronologia completa delle presenze e delle reti in nazionale ― Capo Verde |
| Data                                                                      | Città                                                                     | In casa                                                                   | Risultato                                                                 | Ospiti                                                                    | Competizione                                                              | Reti                                                                      | Note                                                                      |
| ------------------------------------------------------------------------- | ------------------------------------------------------------------------- | ------------------------------------------------------------------------- | ------------------------------------------------------------------------- | ------------------------------------------------------------------------- | ------------------------------------------------------------------------- | ------------------------------------------------------------------------- | ------------------------------------------------------------------------- |
| 9-10-2004                                                                 | Praia                                                                     | Capo Verde                                                                | 1 – 0                                                                     | Burkina Faso                                                              | Qual. Mondiali 2006                                                       | -                                                                         | 79’                                                                       |
| 26-3-2005                                                                 | Ouagadougou                                                               | Burkina Faso                                                              | 1 – 2                                                                     | Capo Verde                                                                | Qual. Mondiali 2006                                                       | -                                                                         | 78’                                                                       |
| 2-6-2007                                                                  | Praia                                                                     | Capo Verde                                                                | 2 – 2                                                                     | Algeria                                                                   | Qual. Coppa d'Africa 2008                                                 | -                                                                         | 55’                                                                       |
| Totale                                                                    |                                                                           | Presenze                                                                  | 3                                                                         |                                                                           | Reti                                                                      | 0                                                                         |                                                                           |